# 남아메리카의 지리

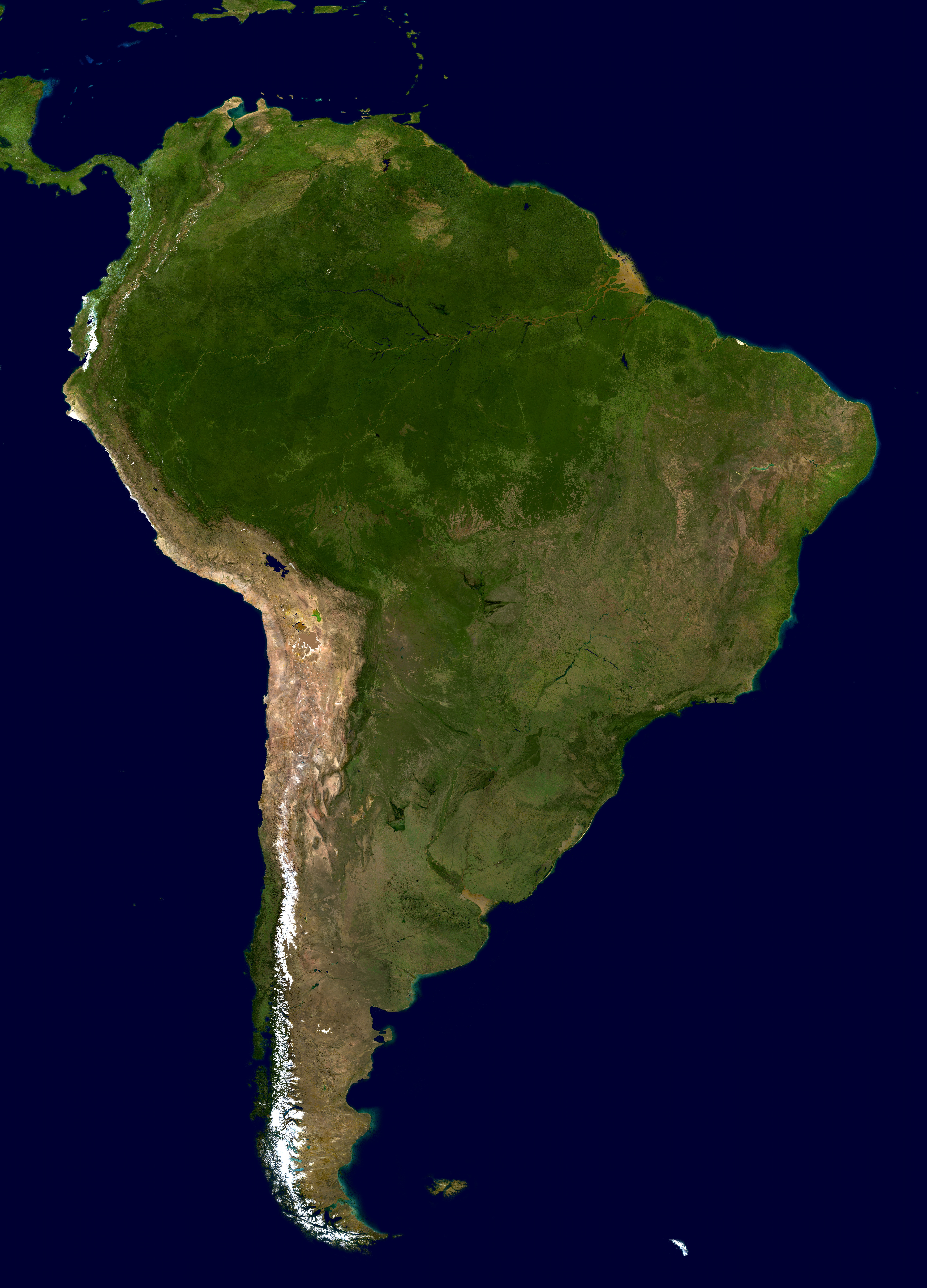
남아메리카 위성 사진

남아메리카의 지리에는 수많은 다양한 지역과 기후가 포함된다. 지리적으로 남아메리카는 광활한 아메리카 토지의 남쪽 부분을 형성하는 대륙으로 간주된다. 남아메리카와 북아메리카는 하나의 대륙, 초대륙으로 간주된다.

## 영토
| 영토 이름 (기 포함)                     | 면적 (km2) | 인구 (2009년 7월 추산.) | 인구 밀도 (km2) | 수도             |
| --------------------------------------- | ---------- | ----------------------- | --------------- | ---------------- |
| 아르헨티나                              | 2,766,890  | 40,913,584              | 14.8            | 부에노스아이레스 |
| 볼리비아                                | 1,098,580  | 9,775,246               | 8.9             | 라파스, 수크레   |
| 브라질                                  | 8,511,965  | 198,739,269             | 23.3            | 브라질리아       |
| 칠레                                    | 756,950    | 16,601,707              | 21.9            | 산티아고         |
| 콜롬비아                                | 1,138,910  | 45,644,023              | 40.1            | 보고타           |
| 에콰도르                                | 283,560    | 14,573,101              | 51.4            | 키토             |
| 포클랜드 제도 (영국)                    | 12,173     | 3,140                   | 0.26            | 스탠리           |
| 프랑스령 기아나 (프랑스)                | 83,534     | 221,500                 | 2.7             | 카옌             |
| 가이아나                                | 214,970    | 772,298                 | 3.6             | 조지타운         |
| 파라과이                                | 406,750    | 6,995,655               | 17.2            | 아순시온         |
| 페루                                    | 1,285,220  | 29,546,963              | 23.0            | 리마             |
| 사우스조지아 사우스샌드위치 제도 (영국) | 3,903      | 0                       | 0               | 그리트비켄       |
| 수리남                                  | 163,270    | 481,267                 | 2.9             | 파라마리보       |
| 우루과이                                | 176,220    | 3,494,382               | 19.8            | 몬테비데오       |
| 베네수엘라                              | 912,050    | 26,814,843              | 29.4            | 카라카스         |

## 기후
남아메리카의 기후는 적도가 아마존강 하구 부근을 통과하기 때문에 상당부분이 북반구에 속하며, 특히 남회귀선이 리우데자네이루 부근을 통과하는데, 여기에서 대륙의 북단까지와 남단 푸에고섬까지의 거리가 대략 동일하다. 대륙이 북으로 두각을 내어민 쐐기모양이기 때문에 결국 양회귀선 사이가 이른바 열대에 속하는 지역인데, 전체의 2/3, 남온대에 속하는 부분은 우루과이·아르헨티나·칠레로서 전체의 1/3에 불과하다. 대체로 열대대륙에 속한다 하겠다.북부지방은 적도가 북부를 관통하기 때문에 중부 이북은 열대권에 속하고 더위가 극심하며, 습기를 실은 북동 무역풍이 쉽게 대륙 내부로 진입, 안데스산맥에 달하여, 이 지방은 우량이 대단히 많다. 그런데 태평양안은 이른바 우음(雨陰)에 해당하므로 건조하고 사막이 된 곳도 있다.또한 남부지방은 기후가 온화하고 편서풍의 영향으로 우량은 안데스의 서쪽에 많고, 동쪽은 우음이 되므로 건조하다. 남미 대륙 내부에 있어서는 기온의 고저, 우량의 다과에 의해 셀바스와 같은 삼림지를 이루거나, 혹은 리아노스·그란차코 및 팜파스와 같은 초원, 또는 파타고니아와 같은 황무지를 이루고 있다.

## 같이 보기
- 테푸이
- 기아나 고지